# Li-Ning
Li-Ning («Ли-Нин», кит.упр. 李宁; пиньинь Lǐ níng) — китайская компания по производству спортивной одежды и спортивного оборудования, основанная бывшим гимнастом Ли Нином. Компания поддерживает ряд спортсменов и команд по всему миру. Штаб-квартира расположена в Пекине, а формально компания зарегистрирована на Кайманах.

## История
Компания была основана в 1990 году Ли Нином, китайским олимпийским чемпионом по гимнастике. По состоянию на 2015 год Ли Нин остаётся председателем совета директоров компании. В 2005 году Li-Ning создала совместное предприятие с французской компанией по производству спортивной одежды AIGLE, предоставив Li-Ning эксклюзивное право быть единственным дистрибьютором продукции AIGLE в Китае в течение 50 лет. В 2006 году выручка Li-Ning составила 418 миллионов долларов США, а общая прибыль — около 39 миллионов долларов США. По состоянию на март 2007 года насчитывалось 4 297 розничных магазинов Li-Ning. Некоторые из них принадлежат компании напрямую, другие работают по франшизе.
В 2008 году Li-Ning искала спонсорские возможности, связанные с летними Олимпийскими играми 2008 года, проходившими в Пекине, Китай. Компания организовала экипировку каждого ведущего для вещательной компании CCTV-5, спортивного канала Центрального телевидения Китая. Li-Ning также спонсировала китайские национальные команды по гимнастике, настольному теннису, стрельбе из лука и прыжкам в воду. Компания также спонсировала испанскую баскетбольную команду, а также олимпийские сборные Аргентины и Швеции.
В январе 2010 года Li-Ning открыла свою штаб-квартиру и флагманский магазин в США в Портленде, Орегон. В 2010 году, в рамках обновления бренда, Li-Ning выпустил новый логотип и слоган, который переводится как «Позвольте переменам произойти». В январе 2011 года Li-Ning заключила партнёрство с чикагской компанией Acquity Group для расширения дистрибуции и узнаваемости бренда в США.
В сентябре 2012 года компания Li-Ning заключила партнёрство с игроком NBA Дуэйном Уэйдом.
В 2013 году выручка группы составила 2,906 млрд юаней, что на 24,6 % меньше, чем в предыдущем году, в связи с тем, что в ближайшее время компания сосредоточилась на сокращении продаж, очистке запасов и уменьшении количества магазинов.
В 2019 году Li-Ning объявила, что не будет вести дела с командой «Хьюстон Рокетс» после того, как генеральный менеджер команды написал в Твиттере сообщение в поддержку протестов в Гонконге в 2019-20 годах.
В марте 2021 года Li-Ning выбрали известного китайского актёра и певца Сяо Чжаня в качестве амбассадора бренда. Новость набрала более миллиарда просмотров в китайских социальных сетях. Одежда, в которой Сяо Чжань представлял бренд, была раскуплена в интернете за 20 минут.

## Деятельность
Компания выпускает продукцию под собственным брендом, а также под брендами Double Happiness (настольный теннис), AIGLE (спортивная одежда), Danskin (одежда для фитнеса и йоги), Kason (бадминтон) по лицензии. Розничная сеть компании насчитывает более 7 тыс. магазинов, из них 1200 принадлежат компании, остальные на франчайзинге; кроме этого продажи осуществляются через интернет-магазины. Почти все продажи приходятся на Китай. На спортивную одежду приходится 52 % выручки, на обувь — 42 %, на инвентарь — 6 %.
В списке крупнейших публичных компаний мира Forbes Global 2000 за 2022 год Li Ning заняла 1737-е место.